# Edward Granville Browne

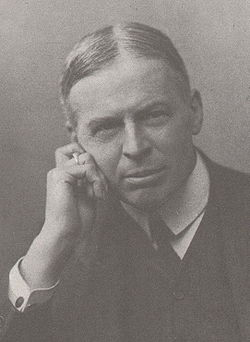
Edward Granville Browne um 1900

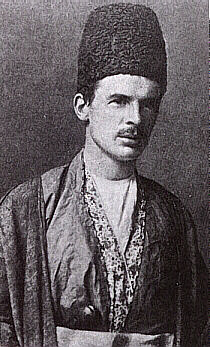
Edward Granville Browne in persischer Tracht

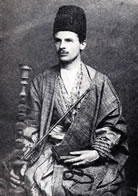
Edward Granville Browne in persischer Tracht

Edward Granville Browne (* 7. Februar 1862 in Stouts Hill, Uley, Gloucestershire, England; † 5. Januar 1926 in Cambridge) war ein britischer Orientalist, der zahlreiche Artikel und Bücher hauptsächlich in den Gebieten Geschichte und Literatur Persiens veröffentlichte.

## Leben
Als „Sir Thomas Adams' Professor of Arabic“ an der University of Cambridge widmete Edward G. Browne seine Hauptarbeit der persischen Philologie. An der Universität Cambridge war Browne verantwortlich für die Gründung einer Schule für orientalische Sprachen, die im Zusammenhang mit der Beamtenausbildung für Ägypten und dem Sudan sowie für den libanesischen konsularischen Dienst von Bedeutung war.
Seine Geschichte der persischen Literatur (A Literary History of Persia), die in den Jahren 1902, 1906, 1920 und 1924 erschien, ist bis heute lediglich in Einzelheiten überholt.
Der wissenschaftliche Wert seiner Werke wurde sowohl zu seinen Lebzeiten als auch nach seinem Tod erkannt. Bekannt wurde Browne vor allem durch seine Veröffentlichungen zum Babismus und später zur Bahai-Religion. Er veröffentlichte zwei Übersetzungen der Babi-Geschichte und schrieb einige der wenigen westlichen Bücher über die frühe Babi- und Bahai-Geschichte.
Er beschäftigte sich vor allem mit Bereichen, die nur wenige andere westliche Gelehrte zuvor erforscht hatten. In seinen Veröffentlichungen äußerte er sich gegenüber allen Personen, auch über jene, denen er persönlich abgeneigt war, respektvoll. 1893 veröffentlichte er eine respektvolle Darstellung der persischen Kultur, wie sie es zuvor noch nicht gab. Dieses Werk wurde nach seinem Tod zu einem Klassiker der englischen Reiseliteratur.
Browne wirkte in einer Zeit, als die persische Bevölkerung gegenüber Ausländern und besonders gegenüber Briten und Russen sehr skeptisch war. Browne und seine wissenschaftlichen Veröffentlichungen sind im Iran bekannt und respektiert, und noch heute erinnert an ihn eine nach ihm benannte Straße in Teheran und ein Denkmal, das auch nach der Islamischen Revolution von 1979 bestehen blieb.
Trotz seiner Arbeit über die Bahai-Religion wurde Browne nie Bahai, sondern er beschäftigte sich als Orientalist mit dem jungen Glauben. Sein Interesse am Babismus wurde durch ein Buch des französischen Diplomaten Comte de Gobineau geweckt, auf das er bei seiner Recherche zum Sufismus stieß. Browne übersetzte Abdul-Bahas Werk „A Traveller's Narrative“ und fügte eine Einleitung sowie einen Anhang hinzu. Browne wurde durch die Entwicklung der schriftlichen historischen Perspektiven der Bahai im Bezug der Nachfolgeregelung nach dem Bab einschließlich ihrer Idee einer unabhängigen Dispensation von Baha’u’llah fasziniert. Dieses Werk widmete sich Baha’u’llah im größeren Umfang als dem Bab und nahm eine kritische Haltung gegenüber Subh-i-Azal (Mirza Yahya) ein, welchen Gobineau als Nachfolger des Bab aufführt. Browne äußerte Sympathie für Mirza Yahya und wunderte sich über die Haltung der Bahai gegenüber diesen.
1903 wurde er zum Mitglied (Fellow) der British Academy gewählt.
Edward Browne heiratete im Jahre 1906 und hatte zwei Söhne.

## Zitat
Nach seinem Tod im Jahre 1925 schrieb der persische Gelehrte Mirza Muhammad Qazvini:

“The existence of Browne was for Persia a God-given blessing.”

„Die Existenz von Browne war für Persien ein von Gott gegebener Segen.“

## Schriften (Auswahl)
- Bábism. In: Religious Systems of the World: A Contribution to the Study of Comparative Religion. Swann Sonnenschein, London 1890, S. 335–353 (h-net.org).
- A Year among the Persians. Impressions as to the Life, Character, &  Thought of the People of Persia. Received during Twelve Months' Residence in that Country in the Year 1887-1888. Cambridge 1927 (msu.edu).
- A Literary History of Persia. Band I-IV. Cambridge 1928 (Neuauflage 1951).
- Edward G. Browne (1910): The Persian Revolution of 1905–1909 (Neuauflagen 1995, 2006)
- The Persian Crisis of December, 1911. University Press, Cambridge 1912 (archive.org [PDF; 2,2 MB]).
- Arabian Medicine. Cambridge 1962.